# Temple Square

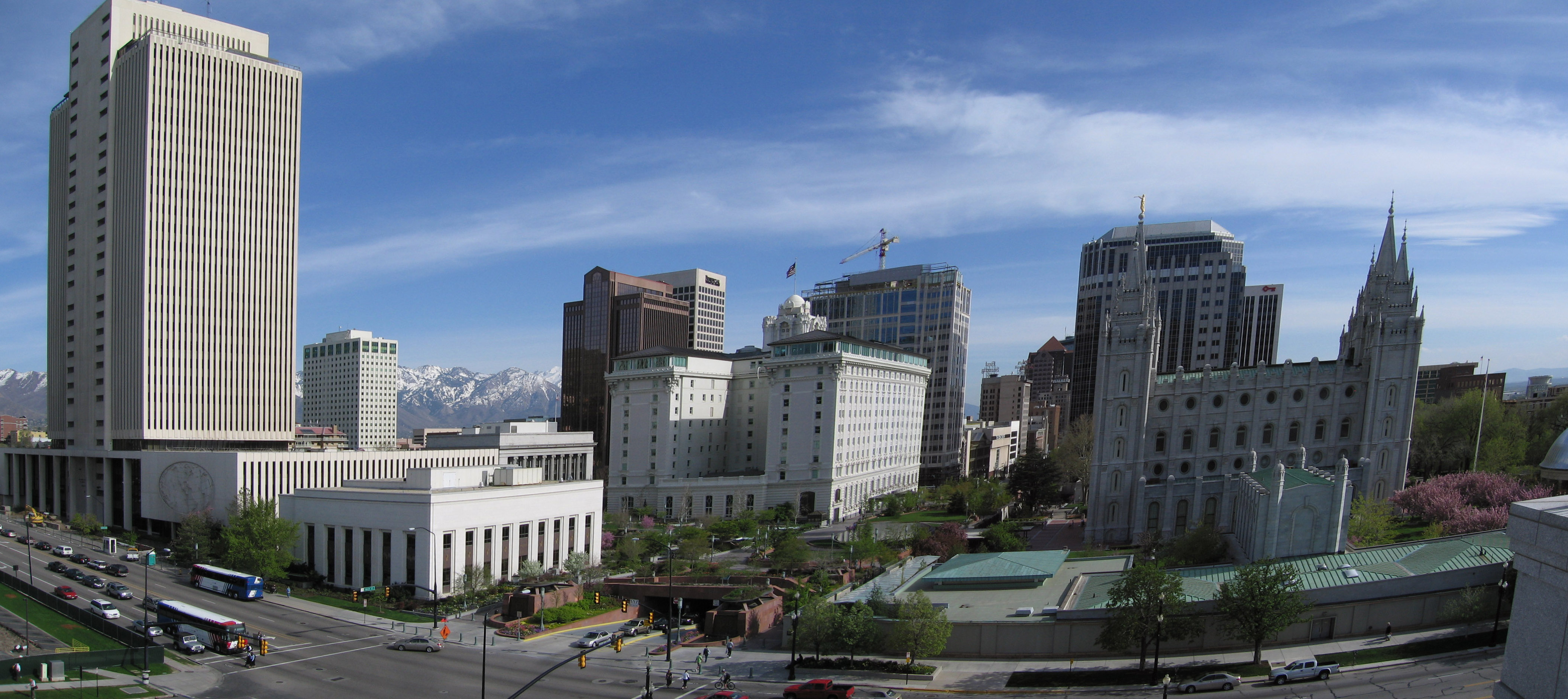
Eine Panoramaansicht vom Temple Square, vom LDS-Konferenzzentrum aus, südlich schauend.

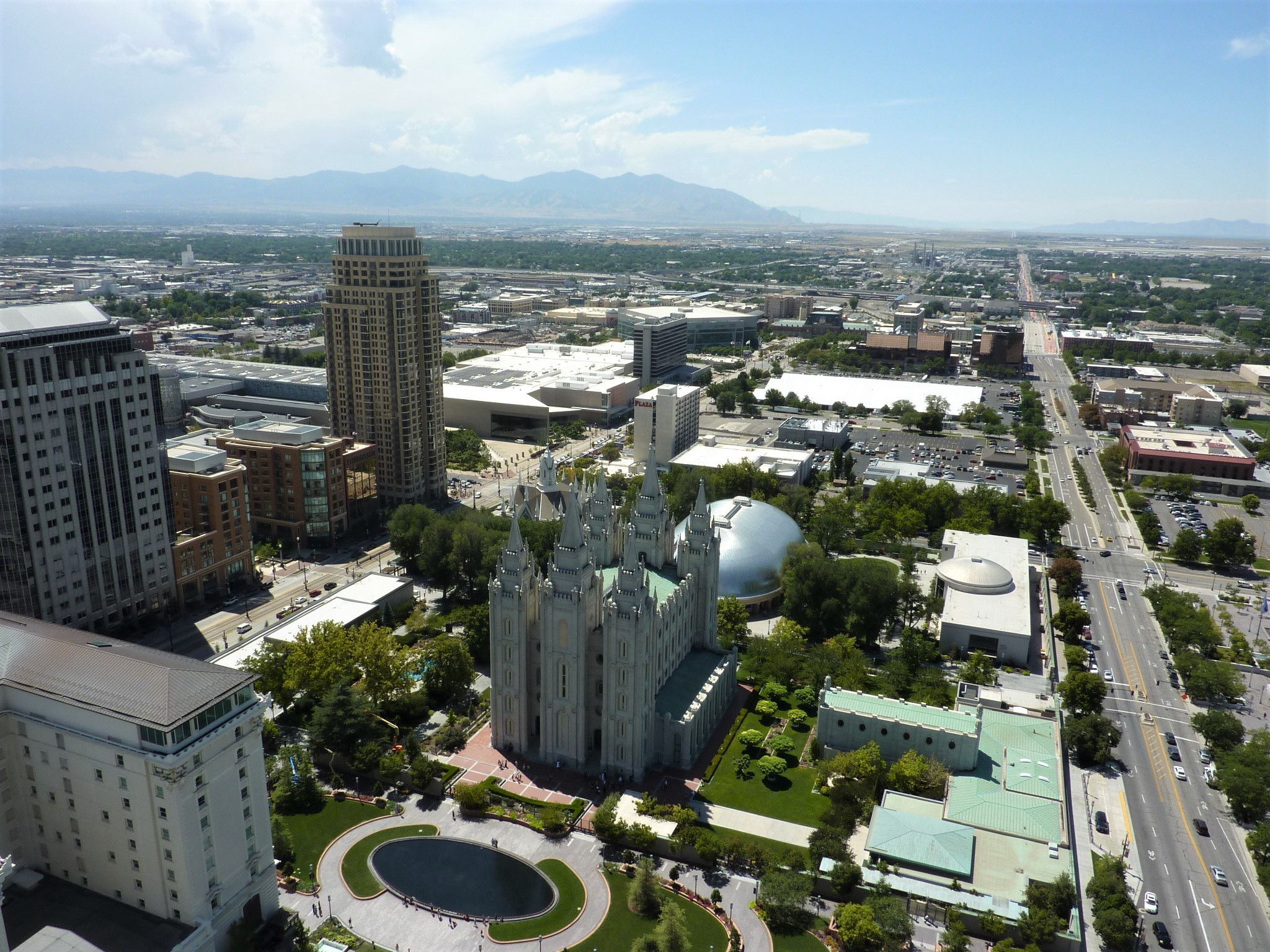
Blick über den Temple Square vom Kirchenbürogebäude aus.

Temple Square (dt.: Tempelplatz) ist ein vier Hektar großer Komplex im Zentrum von Salt Lake City. Er gehört der Kirche Jesu Christi der Heiligen der Letzten Tage. In den letzten Jahren hat sich der Gebrauch des Namens stückweise geändert und beinhaltet nun auch weitere Gebäude, die etwas außerhalb des Temple Square liegen. Innerhalb des Temple Square liegen der Salt-Lake-Tempel, das Salt-Lake-Tabernakel, die Salt Lake Assembly Hall, das Seagull Monument und zwei Besucherzentren.

## Geschichte

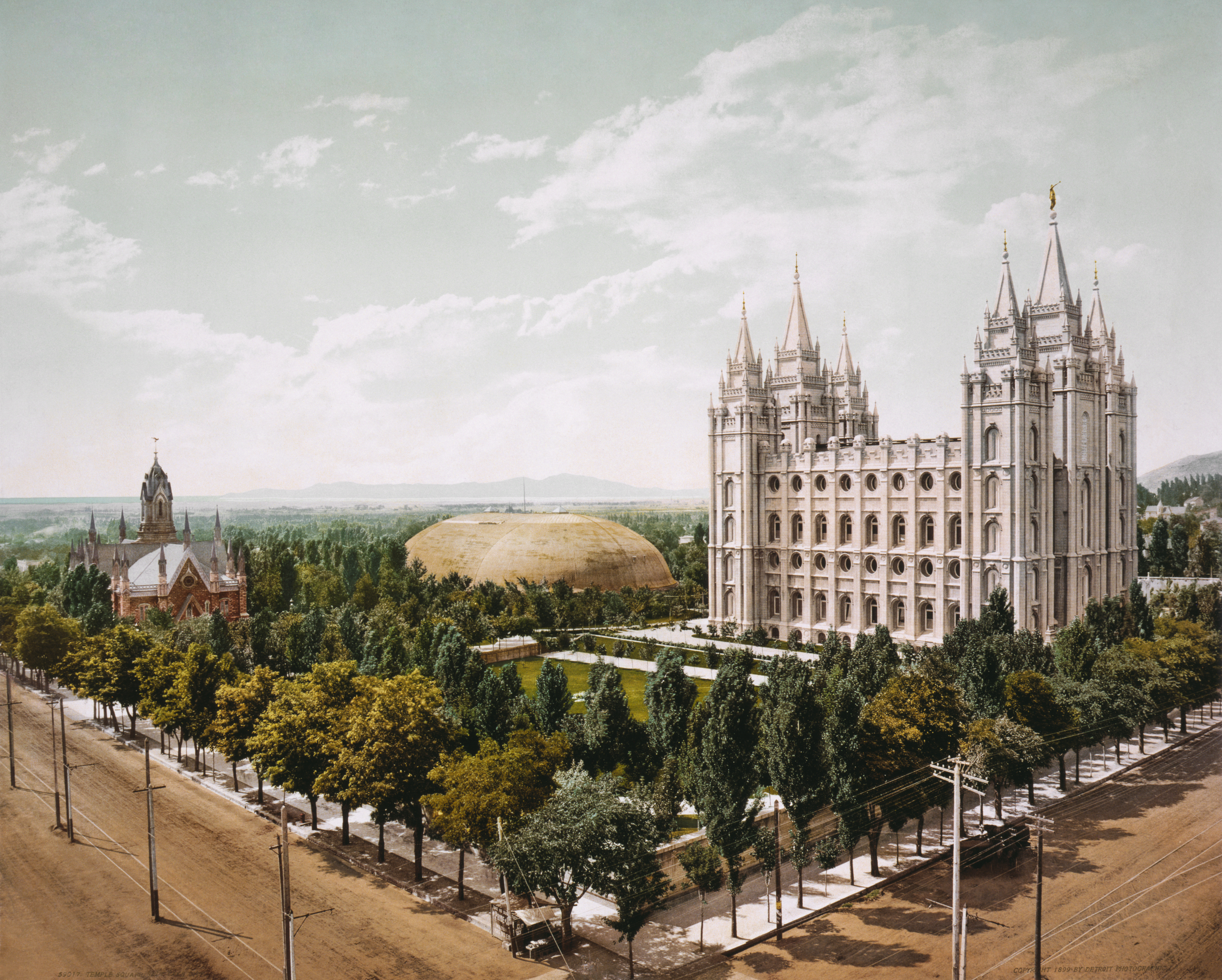
Historisches Photo von Temple Square

Temple Square und Umgebung im Jahre 2013.

Als die Mormonenpioniere 1847 im Salt Lake Valley angekommen waren, wählte der Präsident der Kirche, Brigham Young, einen Platz im Wüstenboden und verkündete: „Hier werden wir einen Tempel für unseren Gott bauen.“ Als die Stadt geplant wurde, war dieses Grundstück für den Tempel vorgesehen und wurde bekannt als Temple Square. Der Temple Square ist von einer zwei Meter hohen Mauer umgeben, die kurz, nachdem das Grundstück für den Tempel ausgesucht worden war, gebaut wurde.
Der Platz wurde zum Hauptquartier der HLT-Kirche. Andere Gebäude wurden auf dem Grundstück gebaut, wie zum Beispiel das Salt-Lake-Tabernakel und das Endowment House. Das Tabernakel wurde danach neu aufgebaut und das Endowment House niedergerissen. Das Salt-Lake-Tabernakel ist die Heimat des Mormon Tabernacle Choir und wurde im Jahre 1867 mit einer Sitzkapazität von 8000 gebaut, um die Generalkonferenz abzuhalten. Ein weiteres Kirchengebäude, die Salt Lake Assembly Hall wurde später mit einer Sitzkapazität von 2000 gebaut.
Als die Kirche wuchs, breitete sich das Hauptquartier in die Umgebung aus. Im Jahre 1917 wurde ein administratives Gebäude der Kirche gebaut; an der östlichen Seite des Tempels und im Jahre 1972 wurde das 28-stöckige Kirchenbürogebäude gebaut, das für viele Jahre das höchste Gebäude in Utah war. Das Hotel Utah, ein weiteres Gebäude auf diesem Platz, wurde im Jahre 1995 umgebaut und in Joseph Smith Memorial Building umbenannt. Im Jahr 2000 wurde das neue LDS-Konferenzzentrum mit einer Kapazität von 21.000 Sitzplätzen an der nördlichen Seite des Temple Square fertiggestellt.
Die Genealogische Gesellschaft von Utah und das Museum für Kirchengeschichte befinden sich auf der westlichen Seite des Temple Square.

## Moderne Nutzung

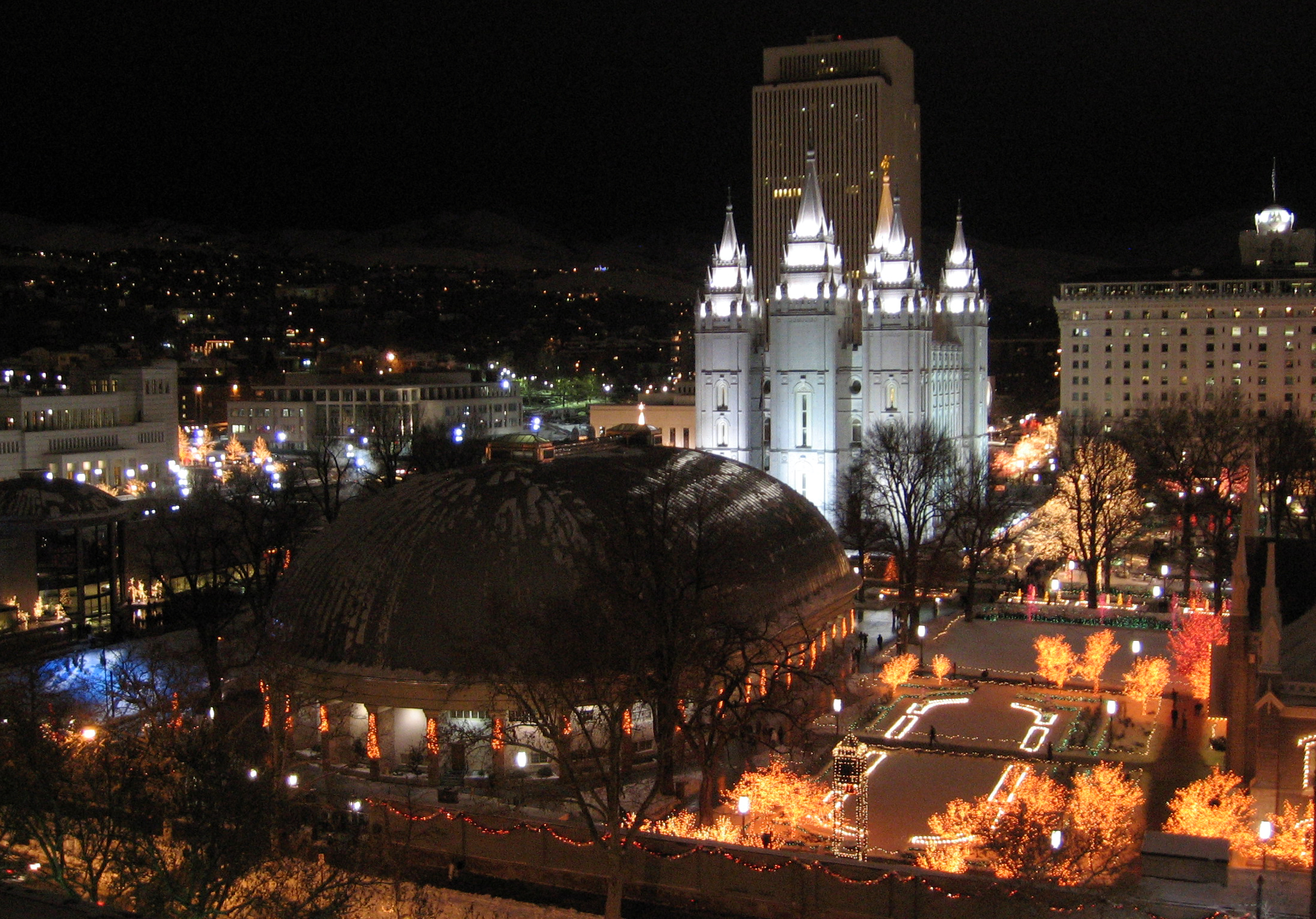
Der Temple Square zu Weihnachten

### Tourismus
Rund drei bis fünf Millionen Menschen besuchen jährlich den Temple Square. Damit ist er die populärste Touristenattraktion in Utah, populärer als die fünf Nationalparks in Utah zusammen.

### Beleuchtung
Auf dem Grundstück und in den Gärten am Temple Square werden oft Konzerte und andere Events veranstaltet. Während der Weihnachtszeit leuchten ungefähr 100.000 Lampen von den Bäumen und Gebäuden des Temple Square bis 21 Uhr. Die große Beleuchtung des Tempelplatzes ist ein populäres Ereignis, das ungefähr 10.000 Besucher täglich anzieht.

### Weitere Benutzung
Die vielen Eingänge sind ein beliebter Platz für Kritiker der HLT-Kirche, die meist ehemalige Mitglieder oder evangelikale Aktivisten sind, die kirchenkritische Literatur verteilen. Diese Plätze sind auch bekannt für Straßenmusiker, die dort während der Urlaubszeit auftreten.

## Weitere Literatur
- Tempelplatz in der Enzyklopädie des Mormonismus